# The Return of Jezebel James
The Return of Jezebel James (2008) – amerykański serial komediowy stworzony przez Amy Sherman-Palladino.
Światowa premiera serialu miała miejsce 14 marca 2008 roku na antenie Fox. Emisja zakończyła się 21 marca 2008 roku po trzech odcinkach. Powodem była zbyt niska oglądalność serialu.

## Obsada

### Główni
- Parker Posey jako Sarah Thomkins
- Lauren Ambrose jako Coco Thomkins
- Michael Arden jako Buddy
- Scott Cohen jako Marcus Sonti
- Ron McLarty jako Ronald Thomkins

### Pozostali
- Dana Ivey jako Molly
- Dianne Wiest jako Talia Tompkins
- Savanah Stehlin jako Zoe
- Jack Carpenter jako Dash
- Jasika Nicole jako Dora
- Renee Goldsberry jako Paget

## Spis odcinków
| Światowa premiera | N/o | Angielski tytuł                                |
| ----------------- | --- | ---------------------------------------------- |
|                   |     |                                                |
| SERIA PIERWSZA    |     |                                                |
|                   |     |                                                |
| 14.03.2008        | 01  | Pilot                                          |
|                   |     |                                                |
| 14.03.2008        | 02  | Frankenstein Baby                              |
|                   |     |                                                |
| 21.03.2008        | 03  | Needles & Schlag                               |
|                   |     |                                                |
| nieemitowany      | 04  | The Return of the Crazy Jackal Shillelagh Lady |
|                   |     |                                                |
| nieemitowany      | 05  | I'm With Blank                                 |
|                   |     |                                                |
| nieemitowany      | 06  | Sarah Takes a Bullet                           |
|                   |     |                                                |
| nieemitowany      | 07  | Paragraph Two, Section Three                   |
|                   |     |                                                |